# قعس

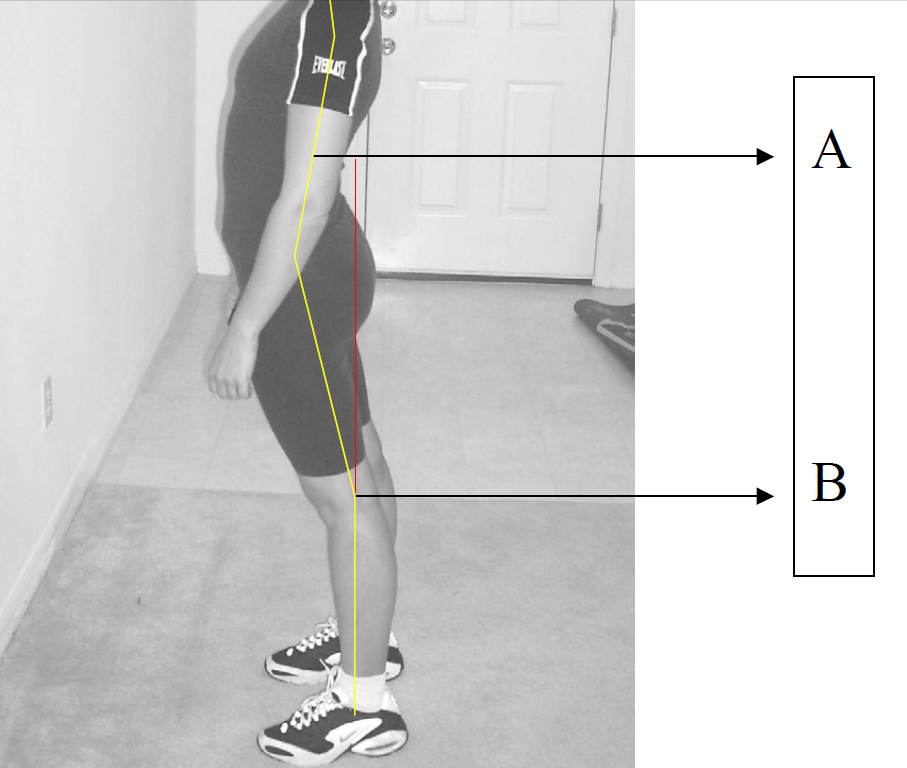
شخص مصاب بالبزخ

القَعَس أو البَزَخ أو دخول الظهر (ملاحظة 1) (بالإنجليزية: Lordosis)‏ هو اضطراب يحدث في المنطقة القطنية في العمود الفقري قد ينتج عن بعض الاضطرابات الأخرى التي يحدث فيها ضعف في العضلات وقد سمي بهذا الاسم لأنه يحدث بين اللوردات الإقطاعيين. وعندما يحاول الطفل التعويض عن هذا الضعف ليتمكن من المشي فإن ظهره يندفع للأمام. ومن الأمثلة علي ذلك : ما يحصل لدي بعض الأطفال الذين يعانون من الشلل الدماغي أو قصر القامة. وفي بعض الحالات ينتج هذا الاضطراب عن انزلاق فقرة على فقرة أخرى في العمود الفقري وهذا ما يعرف بانزلاق الفقار، ويؤدي هذا الوضع إلى الألم وقد يتطلب الجراحة. و قد يسمى هذا المرض بالتحدب القطني لأن العمود الفقري الطبيعي يكون محدبا بالإتجاه الأمامي في المنطقة القطنية -منطقة أسفل الظهر-لو تسنى لنا النظر إليه من جهة الأمام لكن من المؤكد أنه سيبدو مقعرا عند النظر له من جهة الخلف أي الجهة الظهرية الظاهرة للعيان .

## أنواعه

### الانحناء القطني
تؤدي انحناءات الظهر الطبيعية، والتي تُعرف أيضًا باسم الانحناءات الثانوية، إلى تفاوت السماكة بين الأجزاء الأمامية والخلفية من الأقراص بين الفقرية. قد يزيد انحناء الظهر عند البلوغ أيضًا، وقد لا يصبح واضحًا في بعض الأحيان حتى بداية العشرينات أو منتصفها.
في التصوير الشعاعي، يؤخذ المنظر القعسي بالأشعة السينية بميلان المريض نحو الخلف.

### فرط الانحناء القطني
فرط الانحناء القطني هو حالة تحدث حين تتعرض المنطقة القطنية (أسفل الظهر) للضغط أو الوزن الزائد وتتقوس بحيث تتسبب في حدوث الألم أو التشنج العضلي. يعد فرط الانحناء القطني وضعية وقوف شائعة يكون فيها الانحناء الطبيعي للمنطقة القطنية من الظهر بارزًا بصورة طفيفة أو بالغة. يشتهر أيضًا باسم الظهر المنحني، ويعد شائعًا لدى الراقصين. يعد خلل التوازن في قوة العضلات وطولها أحد الأسباب أيضًا، وذلك في حالات مثل ضعف عضلات باطن الركبة أو توتر قابضات الورك (البسواس). يعد الميلان الأمامي للحوض سمة رئيسية في فرط الانحناء القطني، ويؤدي إلى استرخاء الحوض على الفخذين.
قد تتسبب بعض الأمراض والحالات الصحية الأخرى في حدوث فرط الانحناء. تشمل أكثر أسباب فرط الانحناء شيوعًا كل من لاتصنع الغضروف (مرض يتميز بالنمو الشاذ للعظم ويؤدي عادةً إلى قصر القامة كما هو الحال في القزامة)، وانزلاق الفقار (مرض تنزلق فيه الفقرات للأمام)، وهشاشة العظام (وهو أكثر أمراض العظام شيوعًا يحدث فيه فقدان للكثافة العظمية ما يؤدي إلى ضعف العظام وازدياد قابليتها للكسر). تشمل الأسباب الأخرى البدانة وفرط الحداب (اضطراب في انحناء الظهر يتميز باستدارة الانحناء الصدري بصورة شاذة)، والتهاب الأقراص (التهاب في حيز الأقراص الفقرية ينتج عن الإنتان) والقعس الشبابي الحميد. قد تشمل الأسباب الأخرى بعض الأمراض النادرة، كما هو الحال في متلازمة إهلر دانلوس (إي دي إس)، التي تتميز بمفاصل مفرطة البسط وغير مستقرة عادةً في جميع أنحاء الجسم (مثل المفاصل ذات المرونة المرضية التي تصل لدرجة الانخلاع الجزئي أو الكلي). بوجود هذا البسط المفرط، من الشائع (ما لم يكن القاعدة) أن نجد العضلات المحيطة بالمفاصل مصدرًا رئيسيًا للتعويض عند وجود عدم الاستقرار.
يدعى الانحناء الظهري الشديد أو فرط الانحناء القطني أيضًا باسم «الظهر المجوف»، و«ظهر السرج» (نظرًا لوجود حالة مماثلة تصيب بعض الخيول)، ويشير الظهر المنحني عادةً إلى خلل وضعية معاكس تقريبًا يبدو مماثلًا للوهلة الأولى. تشمل الأسباب الشائعة لفرط الانحناء القطني توتر عضلات أسفل الظهر، والدهون الحشوية المفرطة، والحمل. قد يتسبب الكساح، وهو عوز فيتامين د عند الأطفال، في حدوث فرط الانحناء القطني.

### نقص الانحناء القطني
يعد نقص الانحناء القطني (الذي يُعرف أيضًا باسم الظهر المسطح) أقل شيوعًا من فرط الانحناء، ويحدث حين يكون انحناء أسفل الظهر ناقصًا أو عند وجود تسطح في أسفل الظهر. تحدث هذه الحالة نتيجة توجه الفقرات نحو الجزء الخلفي من العمود الفقري، ما يؤدي إلى تمطط القرص باتجاه الخلف وتعرض القسم الأمامي منه للضغط. قد يتسبب ذلك في تضيق مخرج الأعصاب، وبالتالي انضغاطها.

## العلامات والأعراض
يبدي فرط الانحناء القطني (ويُعرف أيضًا بالميلان الأمامي للحوض) تأثيرًا ملحوظًا على طول الأفراد الذين يعانون من هذه المشكلة الطبية، ومن الشائع خسارة طول يقدر بنحو 0.5-2.5 إنش (أي نحو 1.27-6.35 سم).
على سبيل المثال، قيست خسارة الطول بقياس طول المريض أثناء الوقوف باستقامة (مع وجود انحناءات مفرطة في أعلى الظهر وأسفله)، وقيس مجددًا بعد تصحيح هذه المشكلة (دون انحناءات مفرطة)، أُخذ القياسان صباحًا بفارق زمني يبلغ ستة أشهر وفُحصت لويحات النمو لدى المريض للتأكد من انغلاقها لنفي النمو الطبيعي. يحدث فقد الطول في منطقة الجذع، وبمجرد تصحيح ظهر المريض أو المريضة، ينخفض مؤشر كتلة الجسم بسبب ازدياد الطول وتبدو المعدة أكثر نحولًا أيضًا.
لوحظ تأثير مشابه أيضًا لدى النساء العابرات جنسيًا ممن امتلكوا عضلات أضعف في منطقة أسفل الظهر بسبب زيادة وارد الإستروجين وغيرها من العلاجات المشابهة.
مع ذلك، يعد سبب فقد الطول في الحالتين مختلفًا على الرغم من أن التأثير متشابه. في السيناريو الأول، قد ينتج فقد الطول عن حالة وراثية أو رض على العمود الفقري أو الحمل لدى النساء أو زيادة دهون البطن أو نمط الحياة قليل الحركة (يؤدي الجلوس لفترات طويلة إلى اختلال توازن العضلات ويعد السبب الأكثر شيوعًا لهذه المشكلة)، أما في السيناريو الثاني، يضعف الإستروجين عضلات المنطقة.
لا يؤدي التراخي البسيط إلى فقد الطول على الرغم من أنه قد يجعل الشخص يبدو أقصر، قد يؤدي التراخي إلى الإحساس بفقد الطول في حين يؤدي فرط الانحناء القطني إلى فقد طول حقيقي ومقاس. يمكن أن نجعل فهم الفرق أسهل بأخذ المثال التالي: إذا فقد الشخص أحد الفقرات (والتي يقدر طولها بنحو 2 انش أو 5 سم) من عموده الفقري، لا يؤثر التراخي في طوله، إذ يصبح أقصر بغض النظر عن وضعيته. لا يؤدي فرط الانحناء القطني إلى فقدان فقرة بالطبع، ولكنه يثني الفقرات بطريقة تنقص الطول الرأسي للعمود الفقري.
يعطي فرط الانحناء القطني انطباعًا بوجود ظهر أقوى، ولكنه قد يؤدي إلى ألم متوسط إلى شديد في أسفل الظهر. يمثل الانزلاق الغضروفي العرض الأكثر إشكالًا، إذ يضع الفرد ضغطًا شديدًا على الظهر ما يؤدي إلى تأذي الأقراص بين الفقرات أو تمزقها. قد تمثل المشاكل الفنية في الرقص مثل مواجهة صعوبة في وضعيتي الوقوف والأرابيسك في الباليه علامةً على ضعف العضلة القطنية الحرقفية. يؤدي توتر العضلة القطنية الحرقفية إلى مواجهة الراقصة لصعوبة أثناء رفع القدم في الوضعيات العالية. يعد ضعف عضلات البطن وتوتر العضلة المستقيمة الفخذية من رباعية الرؤوس من علامات عمل العضلات غير المناسبة خلال الرقص ما يؤدي إلى فرط الانحناء القطني. تتمثل العلامات الأكثر وضوحًا لفرط الانحناء القطني في ألم أسفل الظهر في الرقص ونشاطات المشي بالإضافة إلى مظهر الظهر المنحني. 

## الأسباب
تقوسات العمود الفقري، معروفة أيضاً باسم التقوسات الثانوية مسببة بشكل رئيسي بسبب اختلاف السمك بين الجزء السابق والجزء الخلفي للاقراص الفقرية، وفي بعض الحالات تزداد الحالة سوءاً في سن البلوغ، إذ أنه لا يظهر في أوقات مبكرة حتى سن العشرينيات، يخل هذا المرض بتوازن في القوة وطول العضلة، مثل أوتار الركبة أو عضلات ورك قابضة.

## العلاج
يعالج مرض القعس أو المسمى أيضا بمرض البزخ، عن طريق تقوية العضلات البطنية وأوتار الركبة، وقد يعالج جراحيا.

## الهامش
- ملاحظة 1: ومن أسمائه: الظهر المجوف[13] أو الظهر الأجوف[13] أو الظهر المنحني[13] أو الظهر السرجي[13]